# ビリャベルデ侯爵
ビリャベルデ侯爵（ビリャベルデこうしゃく、スペイン語: Marquesado de Villaverde）は、スペイン貴族の侯爵位。1670年4月1日に国王カルロス2世によってアラゴン王国の侯爵位として創設された。この爵位名はマドリード・ビリャベルデ区とは関係なく、現在パブロ・ガルガーリョ博物館になっているアラゴン・サラゴサのロス・ビリャベルデ宮殿がその名の由来である。
10代ビリャベルデ侯クリストバル・マルティネス＝ボルディウは、総統フランシスコ・フランコの娘の初代フランコ女公爵カルメン・フランコの夫として知られる。1998年に10代侯が死去した後は夫妻の長男フランシスコ・フランコが11代ビリャベルデ侯爵位を継承した（フランコ公爵位は長女カルメン・マルティネス＝ボルディウが継承した）。2021年現在の当主も彼である。

## 歴代ビリャベルデ侯爵
- 1.フランシスコ・サンス・デ・コルテス・イ・ボラオ（Francisco Sanz de Cortés y Borao）
初代ビリャベルデ侯（1670年-?）、6代モラタ・デ・ハロン伯（スペイン語版）、ゴトル男爵、イジュエカ男爵（すべてアラゴン王国爵位）
- 2.ホセ・アントニオ・サンス・デ・コルテス・イ・コスコン（José Antonio Sanz de Cortés y Coscón）
先代の息子。2代ビリャベルデ侯、7代モラタ・デ・ハロン伯、ゴトル男爵、イジェエカ男爵
- 3.ミゲル・サンス・デ・コルテス・イ・フェルナンデス・デ・ヘレディア（Miguel Sanz de Cortés y Fernández de Heredia）
先代の息子。3代ビリャベルデ侯、8代モラタ・デ・ハロン伯、ゴトル男爵、イジェエカ男爵
- 4.フアン・マリア・サンス・デ・コルテス・イ・ロペス・デ・テハダ（Juan María Sanz de Cortés y y López de Tejada）
4代ビリャベルデ侯、9代モラタ・デ・ハロン伯、ゴトル男爵、イジェエカ男爵
- 5.マリア・ルイサ・サンス・デ・コルテス・イ・コノック（María Luisa Sanz de Cortés y Connock）
先代の妹。5代ビリャベルデ女侯、10代モラタ・デ・ハロン女伯、ゴトル女男爵、イジェエカ女男爵
- 6.マリア・ソレダード・ムノス・デ・パンプローナ・イ・サンス・デ・コルテス（María Soledad Muñoz de Pamplona y Sanz de Cortés）
先代の姪。6代ビリャベルデ女侯、11代モラタ・デ・ハロン女伯、4代アルギジョ女伯（スペイン語版）、ゴトル男爵、イジェエカ男爵
- 7.ホセ・ガルセス・デ・マルシージャ・イ・ムノス・パンプローナ（José Garcés de Marcilla y Muñoz de Pamplona）
先代の息子。7代ビリャベルデ侯（？-1883年）、12代モラタ・デ・ハロン伯、5代アルギジョ伯、ゴトル男爵、イジェエカ男爵
- 8.ルイス・ボルディウ・イ・ガルセス・デ・マルシージャ（Luis Bordiú y Garcés de Marcilla）
先代の甥。8代ビリャベルデ侯（1884年-？）、13代モラタ・デ・ハロン伯、6代アルギジョ伯、ゴトル男爵、イジェエカ男爵
- 9.マリア・デ・ラ・オ・エスペランサ・ボルディウ・イ・バスカラン（María de la O Esperanza Bordiú y Bascarán）
先代の孫娘。9代ビリャベルデ女侯、14代モラタ・デ・ハロン伯、7代アルギジョ伯、ゴトル男爵、イジェエカ男爵
- 10.クリストバル・マルティネス＝ボルディウ（Cristóbal Martínez-Bordiú）
先代の息子。10代ビリャベルデ侯（？-1998年）
- 11.フランシスコ・フランコ・イ・マルティネ＝ボルディウ（Francisco Franco y Martínez-Bordiú）
先代の息子。11代ビリャベルデ侯（1998年-現在）

## ギャラリー
ビリャベルデ侯爵の宮殿
- サラゴサモラタ・デ・ハロン（スペイン語版）のビリャベルデ侯爵の宮殿
- サラゴサのビリャベルデ侯爵の宮殿。現在のパブロ・ガルガーリョ博物館（スペイン語版）
- サラゴサのビリャベルデ侯爵の宮殿の正面入り口。現在のアラゴン上級裁判所。